# Zapfen (Technik)
Ein Zapfen ist ein (oft zylindrischer oder quaderförmiger) Fortsatz eines Bauteils, der dazu dient, dieses mit einem anderen Bauteil zu verbinden.

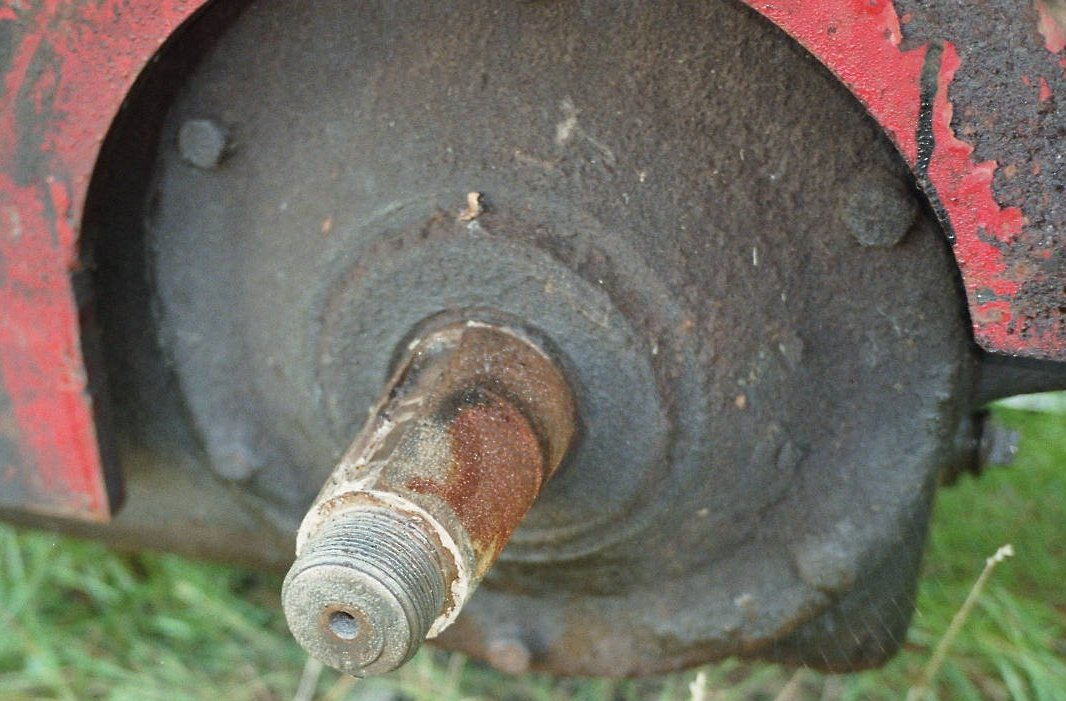
Ein Zapfen am Ende einer Welle mit Passfedernut und Außengewinde

## Maschinenbau
Ein Zapfen bezeichnet im Maschinenbau ein abgesetztes Ende einer Achse, das ein Lager aufnehmen kann und als Zentrum einer Drehbewegung dient. Solche Zapfen werden durch Abdrehen der rohen Achse hergestellt und sind in ihren Abmessungen weitestgehend genormt.
Dagegen nimmt der Zapfen am Ende einer Welle kein Lager auf, sondern eine Welle-Nabe-Verbindung, z. B. eine Passfeder. Die dazu notwendige Nut wird in den zuvor abgedrehten Zapfen eingefräst; die Länge, Breite und Tiefe der Nut sind ebenso wie der zugehörige Zapfen genormt.
In der Uhrmacherei werden Zapfen in einem Zapfenrollierstuhl rolliert.

### Kurbelzapfen

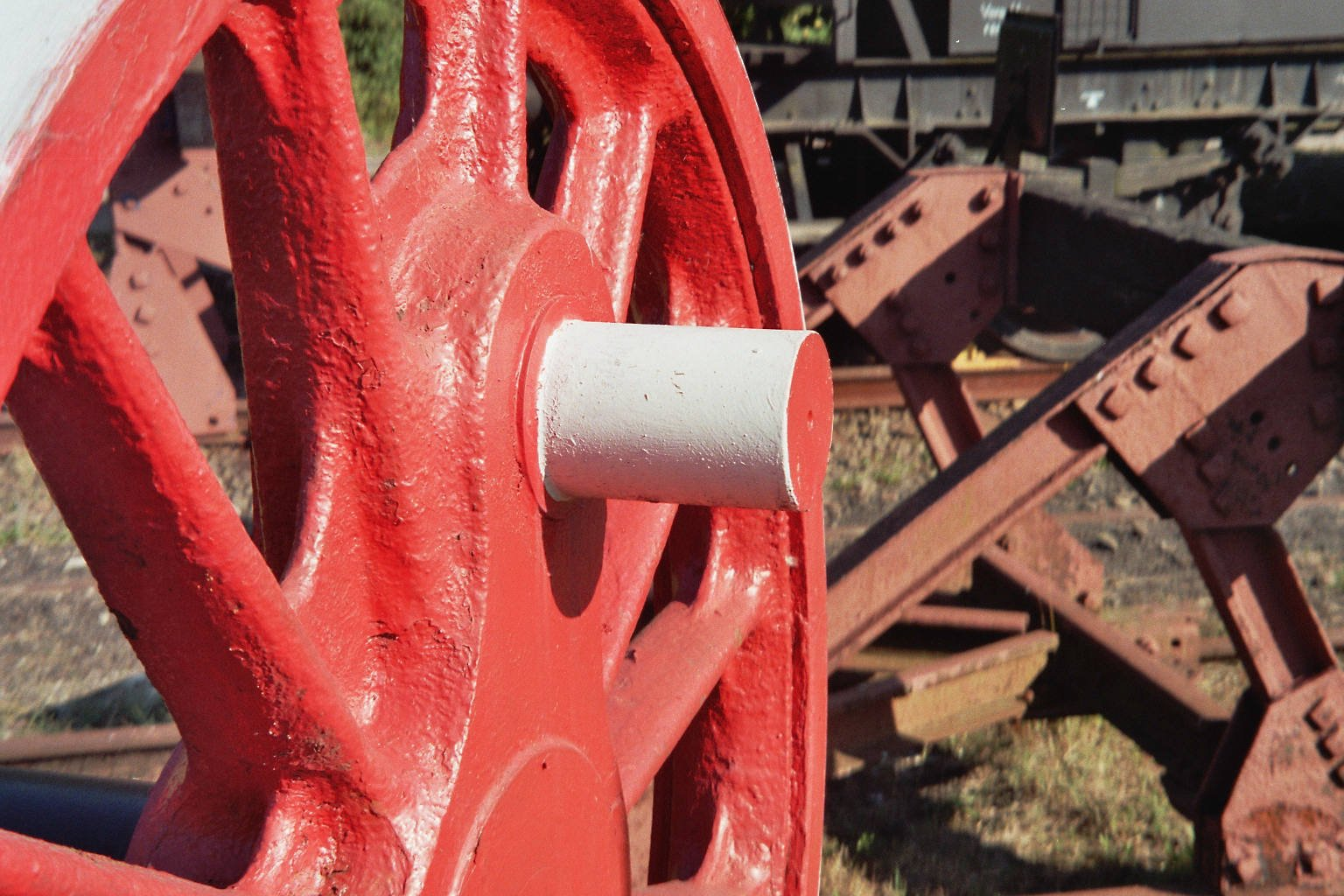
Ein Kurbelzapfen am Rad einer Dampflokomotive

Ein Kurbelzapfen (auch Hubzapfen) ist exzentrisch zur Welle. Er nimmt ein Pleuel, eine Treibstange, ein Pedal oder einen Handgriff auf und gewährleistet so den Kurbeltrieb. Bei Lokomotiven werden damit auch Kuppelstangen mit den entsprechenden beiden Radsätzen verbunden.

## Holzverarbeitung

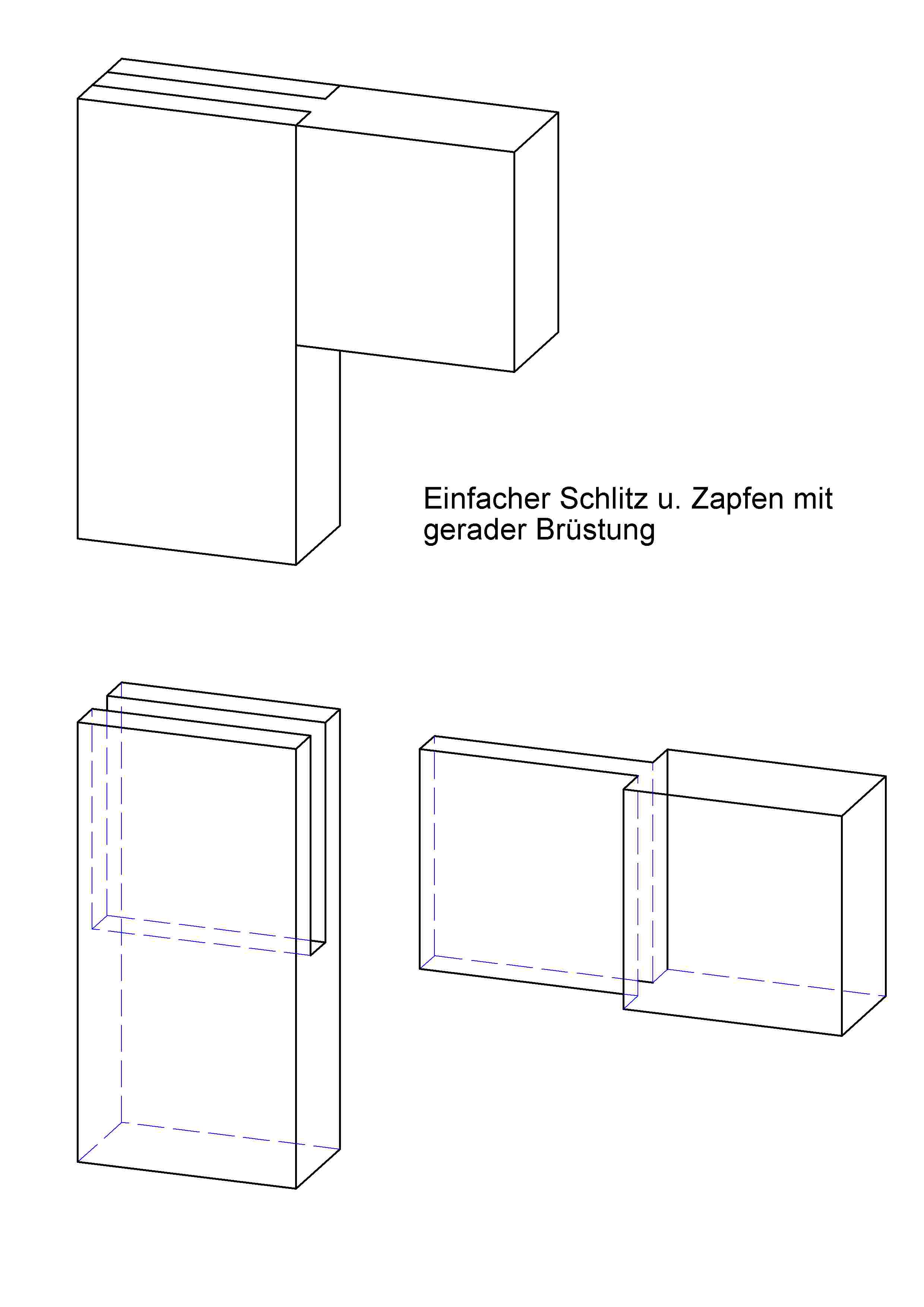
Schlitz u. Zapfen bei einem einfachen Rahmen

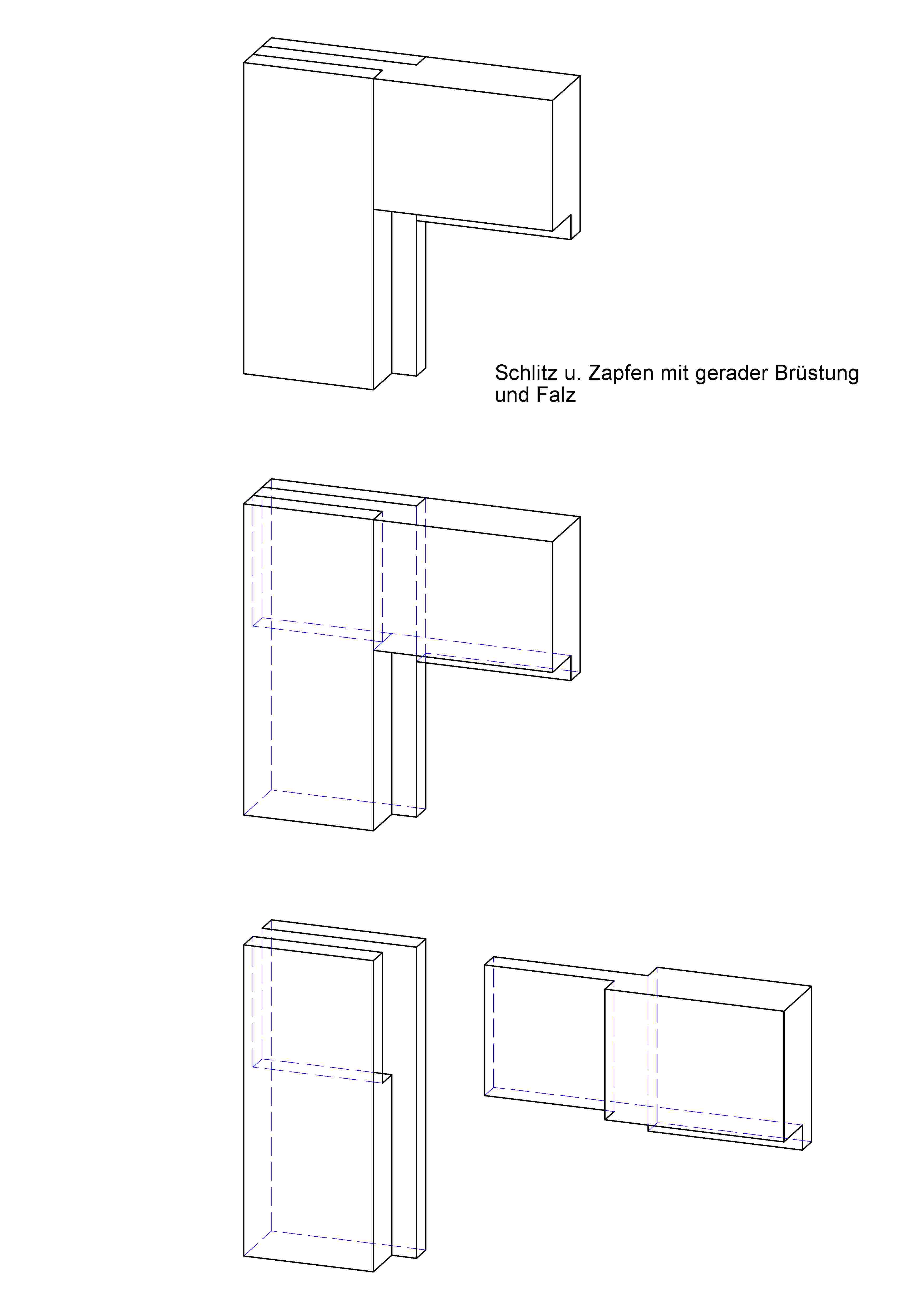
Schlitz u. Zapfen mit innen umlaufenden Falz z. B. für einen Bilderrahmen

Ein Zapfen bezeichnet im Bereich der Holzverarbeitung ein abgesetztes Ende einer 2-teilgen Holzverbindung. Sein Gegenstück in der Verbindung wird als Schlitz bezeichnet. Je nach Bedarf bzw. Gestaltung der Holzverbindung kann der Zapfen in unterschiedlichen Varianten ausgeführt werden. Einsatzzwecke sind z. B. Eckverbindungen an Holzfenstern, Rahmentüren und Bereiche des Holz- bzw. Fachwerkbaus.